# Panamerikanisme
Panamerikanisme betegner en bestræbelse for at samle hele Amerika til enig samvirken. Tanken dæmrede allerede 1823 i Monroe-doktrinen, men fik sit ydre udtryk i den kongres, som afholdtes i Washington den 2. oktober 1889 — 19. april 1890 af nordamerikanske stats- og forretningsmænd (med udenrigsminister Blaine i spidsen) og sendemænd fra de fleste mellem- og sydamerikanske stater. Der taltes især om en toldforening eller i det mindste gensidige toldlettelser og om voldgiftsretter til at afgøre stridigheder mellem staterne indbyrdes, men udbyttet blev kun ringe, da de nyspanske stater naturligt frygtede den langt mægtigere og folkerigere, angloamerikanske unions overvægt. Dog medvirkede kongressen vist nok til den fredsslutning, som i 1895 fandt sted mellem Argentina og Chile, og til at der frem til 1. verdenskrig blev ført nogen krige mellem de nyspanske stater indbyrdes.
Senere blev to andre panamerikanske kongresser afholdt, den 22. oktober 1901 — 31. januar 1902 i Mexico og den 21. juli — 26. august 1906 i Rio de Janeiro, hvor et eget bureau siden 1890 virkede for at holde tanken vedlige. Desuden blev der holdt flere videnskabelige kongresser særskilt for Amerika. Endvidere tilkendegav Roosevelt i 1901 en udvidelse af Monroedoktrinen, hvorefter Nordamerika burde værge de mellem- og sydamerikanske stater imod mulige forurettelser fra europæiske staters side.

## Kongresser og konferencer
- 1826 i Panama. Congreso Anfictiónico de Panamá Kongressen af Panama. Organiseret af Simón Bolívar
- 1847-1848 Congreso de Lima
- 1856-1857 Congreso de Santiago
- 1864-1864 Congreso de Lima
- 1889/90 i Washington D.C. International konference af amerikanske stater. Den 14. april er siden 1930 fejret som Pan American Day
- 1901/2 i Mexico City
- 1906 i Rio de Janeiro
- 1910 i Buenos Aires
- 1923 i Santiago de Chile
- 1928 i Havana
- 1933 i Montevideo
- 1936 i Buenos Aires (Peace Conference)
- 1938 i Lima
- 1942 i Rio de Janeiro (udenrigsministerkonference)
- 1948 i Bogotá
- 1949 oprettedes Latin American Education, hvilket senere blev Organisation af Ibero-amerikanske stater
- 1954 i Caracas
- Anden Latinamerikanske kongres om uddannelse i Quito
- 1967 Buenos Aires
- 1969 Viña del Mar
- 2005 Panama City, Panama - Congreso de Escritores y Escritoras de Centroamérica med målsætningen at skabe the Federación Centroamericana.
- 2006 Panama City, Panama - Latinamerikanske og karibiske kongres til støtte for Puerto Ricos selvstændighed